# أنت في كل مكان
انت في كل مكان (التركية:"Her Yerde Sen")
هو مسلسل تركي رومانسي كوميدي تليفزوني. أبطاله أيبوكي بوسات، فوركان انديتش، بينور شيربيتشي اوغلو، عائشة تونابويلو، علي ياغتشي، اصليهان مالبورو، دينيز إيشين، علي جوزوزيرين، ايفار توكاتلي، محمد فاتح اوزكان، عزيز جانير،
جيم جوجين أوغلو، بيستي كوكديمير.

## روابط خارجية
- أنت في كل مكان على موقع IMDb (الإنجليزية)
- أنت في كل مكان على موقع فيلمافينيتي (الإسبانية)
- أنت في كل مكان على موقع كينوبويسك (الروسية)
- أنت في كل مكان على موقع قاعدة بيانات الفيلم (الإنجليزية)

## القصة
تبدأ احداث المسلسل بعد ان تم الاحتيال علي سيلين وديمير واصبحوا يملكون نفس المنزل، يضطر كل من سيلين وديمير علي العيش معاً، وهما عنيدان، ولم يكن هذا كافيا ستصبح الاحداث مشوقه عندما تعرف سيلين المهندسه المعماريه ان مديرها الجديد في العمل هو ديمير وهو مهندس معماري ناجح جاء من اليابان حديثا، بوراك ابن صاحب الشركة «ارتميم» هو أكبر منافس لديمير يبذل جهده لتحويل المواقف لصالحه، في البداية سيصبح هدف سيلين واصدقائها في العمل خاصه «مروة وأيدا» التخلص من ديمير الذي جاء بقوانينه الجديدة وحظر الحب في الشركة، ولكن سيلين لا تعلم انها ستقع في الحب اثناء محاولتها في التخلص من ديمير، وهذا سيزيد من اهتمام بوراك بسيلين، ويتغير كل شئ بالنسبة للمهندسه أيدا بعد ان تلتقي بابراهيم الطبيب البيطري الذي يعالج حيوانات سيلين وفي نفس الوقت صديقها، فتصبح الاحداث أكثر تعقيدا وتدور في شكل كوميدي رومانسي.

## الممثلون
| اسم الممثل          | اسم الممثل       | اسم الشخصيه      | اسم الشخصيه     | الدور                                                                                    |  |
| بالتركية            | بالعربية         | بالتركية         | بالعربية        | الدور                                                                                    |  |
| ------------------- | ---------------- | ---------------- | --------------- | ---------------------------------------------------------------------------------------- |  |
| Aybüke Pusat        | ايبوكي بوسات     | Selin Sever      | سيلين ساڤار     | البطله                                                                                   |  |
| Furkan Andiç        | فوركان انديتش    | Demir Erendil    | ديمير ايرانديل  | البطل                                                                                    |  |
| Aslıhan Malbora     | أصليهان مالبورا  | Ayda Akman       | آيدا اكمان      | مهندسه معماريه وصديقه سيلين في العمل                                                     |  |
| Deniz Işın          | دينيز إيشين      | Merve Mutlu      | مروة موتلو      | مهندسه معماريه وصديقه سيلين في العمل                                                     |  |
| Ali Yağcı           | بوراك ياغشي      | Burak Yangel     | بوراك يانجيل    | ابن صاحب الشركة وأكبر منافس لديمير                                                       |  |
| Ali Barkın          | علي باركين       | Boğra            | بورا            | يعمل في ارتميم وخطيب مروة                                                                |  |
| Ali Gözüşirin       | علي جوزوزيرين    | İbrahim Tunç     | ايبو            | طبيب بيطري وحبيب ايدا                                                                    |  |
| Ayfer Tokatli       | ايفار توكاتلي    | Azmiye Boşgeçmez | عظيمه بوشجيشماز | تعمل في ارتميم وصديقه مقربه لسيلين ومروة وأيدا، ولها دور كبير في تحسن علاقه سيلين وديمير |  |
| Binnur Şerbetçioğlu | بينور شيربيتشي   | Firuze Günbakan  | فيروزة جونباكان | صاحبه البيت هي وشقيقتها ليلى وتفعل كل شيء ليقع سيلين وديمير في الحب                      |  |
| Ayşe Tunaboylu      | آيشا تونابويلو   | Leyla Günbakan   | ليلي جونباكان   | صاحبه البيت هي وشقيقتها فيروزة وتساعد فيروزة ليقع سيلين وديمير في الحب                   |  |
| Aziz Caner İnan     | عزيز جانير انان  | Vedat Ayhan      | فيدات ايهان     | صديق طفوله ديمير وصاحب مشتل                                                              |  |
| Mehmet Fatih Özkan  | محمد فاتح اوزكان | Ferruh Özerdim   | فروح اوزارديم   | مسؤول الماليه في ارتميم واليد اليمنى لبوراك                                              |  |
| Cem Cücenoğlu       | جيم جوجين اوغلو  | Muharrem Usta    | المعلم محرم     | المسؤول عن اعمال الكهرباء في الشركة                                                      |  |
| Beste Kokdemir      | بيستي كوكديمير   | Eylül            | ايلول           | خطيبة ديمير السابقه                                                                      |  |